# キース・コナー
キース・コナー（Keith Leroy Connor、1957年9月16日 - ）は、イギリスの陸上競技選手。1984年ロサンゼルスオリンピックの銅メダリストである。西インド諸島のイギリス領アンギラ島出身。1964年両親とともにアンギラからイギリスに移民。

## 経歴
コナーは、1978年から1980年までアメリカのテキサス大学エルパソ校に進学。その後南メソジスト大学に移るが、この間、陸上競技の三段跳で顕著な成績を残している。1978年には、カナダのエドモントンで開催されたコモンウェルスゲームズで金メダル。1980年にはモスクワオリンピックに出場し4位と、わずかにメダルに手が届かなかった。1982年には、コモンウェルスゲームズ、ヨーロッパ選手権と2つのメジャー大会を制している。
コナーは、1984年ロサンゼルスオリンピックに出場。モスクワ大会と同じ16m87の記録ながら、アメリカのアル・ジョイナー、マイク・コンリーに次いで3位となり銅メダルを獲得した。
コナーは、同年で故障のため競技から引退することとなったが、その後、コーチとなり、オーストラリアでオリンピック選手たちの指導に当たった。

## 自己ベスト
- 走幅跳 - 7m71 (1981年)
- 三段跳 - 17m57 (1982年)

## 主な実績
| 年   | 大会                     | 場所                         | 種目   | 結果 | 記録  |
| ---- | ------------------------ | ---------------------------- | ------ | ---- | ----- |
| 1978 | ヨーロッパ室内陸上選手権 | ミラノ(イタリア)             | 三段跳 | 2位  | 16m53 |
| 1978 | コモンウェルスゲームズ   | エドモントン(カナダ)         | 三段跳 | 1位  | 17m21 |
| 1978 | ヨーロッパ陸上選手権     | プラハ(チェコスロバキア)     | 三段跳 | 6位  | 16m64 |
| 1980 | オリンピック             | モスクワ(ソビエト連邦)       | 三段跳 | 4位  | 16m87 |
| 1981 | ユニバーシアード         | ブカレスト(ルーマニア)       | 三段跳 | 3位  | 16m88 |
| 1982 | コモンウェルスゲームズ   | ブリズベン(オーストラリア)   | 三段跳 | 1位  | 17m81 |
| 1982 | ヨーロッパ陸上選手権     | アテネ(ギリシャ)             | 三段跳 | 1位  | 17m29 |
| 1984 | オリンピック             | ロサンゼルス(アメリカ合衆国) | 三段跳 | 3位  | 16m87 |